# Kwon Sun-tae
Kwon Sun-tae ((권순태?, 權純泰?); 11 settembre 1984) è un allenatore di calcio ed ex calciatore sudcoreano, di ruolo portiere, collaboratore del preparatore dei portieri dei Kashima Antlers.

## Palmarès

### Club

#### Competizioni nazionali
- K-League: 3

Jeonbuk Hyundai: 2009, 2014, 2015
- Supercoppa del Giappone: 1

Kashima Antlers: 2017

#### Competizioni internazionali
- AFC Champions League: 3

Jeonbuk Hyundai: 2006, 2016
Kashima Antlers: 2018